# Église Saint-Marcel de Bayet
L'église Saint-Marcel est une église située sur la commune de Bayet dans le département de l'Allier, en France.

## Localisation
L'église est au cœur du village.

## Historique
L'église, de style roman, a été bâtie au XIIe siècle et au XIIIe siècle.
L'édifice est inscrit au titre des monuments historiques en 1933.

## Description
L'église, orientée à l'est, comporte une nef de trois travées, flanquée de bas-côtés. Le chevet présente une abside, entourée de deux absidioles.